# Combox Delivery
Combox Delivery este o companie distribuitoare de produse IT din România.
Combox Delivery este deținută, în mod egal, de Asesoft Distribution, companie de distribuție IT, și de directorul general al companiei, Vlad Dumitru.
Cifra de afaceri:
- 2010: 18,9 milioane dolari
- 2009: 19,5 milioane dolari
- 2008: 19 milioane dolari[2]
- 2007: 4,5 milioane dolari[1]